# حكيم سعيد
حكيم محمد سعيد (بالأردية : حکیم محمد سعید، 9 يناير 1920 - 17 أكتوبر 1998) باحث طبي وفاعل خير وعالم وحاكم من إقليم السند، باكستان من عام 1993 حتى عام 1996. سعيد واحد من الباحثين في مجال الطب وأبرز باكستاني في مجال الأدوية الشرقية. أسس مؤسسة همدرد في عام 1948. في غضون سنوات قليلة، أصبحت المنتجات الطبية العشبية لمؤسسة همدرد أسماء مألوفة في باكستان. قام حكيم محمد سعيد بتأليف وتجميع حوالي 200 كتاب في الطب والفلسفة والعلوم والصحة والدين والطب الطبيعي والكتب الأدبية والاجتماعية والسفر. في عام 1981 ، أصبح سعيد أحد الأعضاء المؤسسين للمجلس الثقافي العالمي، وهي منظمة دولية غير ربحية، مقرها في المكسيك . في 17 أكتوبر 1998 ، اغتيل سعيد على يد مجموعة من المهاجمين غير المعروفين بينما كان في طريقه لحضور تجربة طبية في مختبرات همدرد في كراتشي . أثار مقتله رئيس وزراء باكستان، نواز شريف لفرض الحكم الاتحادي المباشر على مقاطعة السند.

## السيرة الذاتية
ولد حكيم محمد سعيد في دلهي ، الإمبراطورية الهندية البريطانية في عام 1920 لعائلة متعلمة ودينية تتحدث الأوردية . وقد ارتبط أسلافه وعائلته بقطاع الأدوية العشبية، وأنشأوا مختبرات همدرد في الهند قبل عام 1947 ، والتي برزت اليوم كواحدة من أكبر الشركات المصنعة للأدوية في العالم.تعلم سعيد في المدرسة المحلية حيث تعلم العربية، والفارسية، والأوردية، والإنجليزية ودرس القرآن . وحصل على درجة البكالوريوس في الكيمياء الطبية من جامعة دلهي في عام 1942. بعد التحاقه بمرحلة البكالوريوس، التحق سعيد بمختبرات همدرد كباحث صغير وشارك في مراقبة الجودة العشبية أثناء صياغة الأدوية. في عام 1945 ، حضر سعيد دورة الدراسات العليا وحصل على درجة الماجستير في الصيدلة من نفس المؤسسة. قبل عام 1947 ، شارك حكيم سعيد أيضًا في أنشطة الحركة الباكستانية . وبعد الاستقلال من باكستان في عام 1947، غادر سعيد مسقط رأسه مع زوجته وابنته .استقرت العائلة في كراتشي ، إقليم السند في غرب باكستان . أنشأ مختبرات هامدارد وكان أول مدير لها حتى وفاته في عام 1998. في عام 1952 ، سافر سعيد إلى تركيا وحصل على درجة الدكتوراه في الصيدلة من جامعة أنقرة ، ثم عاد إلى باكستان لتكريس حياته لبحوث الطب.

### المنحة
بدأ سعيد ممارسة الطب واستمر في البحث في الطب الشرقي. بعد تأسيس مختبرات هامدارد في عام 1948 ، كان سعيد أحد القوى الدافعة في باكستان للمشاركة في البحث في البيولوجيا الطبية والطب. في عام 1953 ، بعد حصوله على درجة الدكتوراه، التحق سعيد بجامعة السند كأستاذ مساعد للصيدلة وعمل دورات في الكيمياء العضوية . في عام 1963 ، استقال سعيد من منصبه بسبب الخلافات مع الحكومة الفيدرالية. وفي عام 1964، انتقد سعيد جنرال، قائلاً، "الجنرال (واجد) بوركي اعتاد أن يقول إن الطب الشرقي والمثلية كانت دجلًا.